# Edmonde Charles-Roux
Pour les articles homonymes, voir Charles-Roux.
Edmonde Charles-Roux, née le 17 avril 1920 à Neuilly-sur-Seine et morte le 20 janvier 2016 à Marseille, est une femme de lettres et journaliste française.
Elle reçoit le prix Goncourt en 1966 pour le roman Oublier Palerme. Elle est, de 1983 à 2016, membre de l'académie Goncourt qu’elle préside de 2002 à 2014.

## Biographie

### Famille
Edmonde Charles-Roux est la fille de Sabine Gounelle (1891-1994) et de François Charles-Roux (1879-1961) ambassadeur de France, membre de l'Institut de France et dernier président de la Compagnie universelle du canal maritime de Suez. Elle est ainsi la petite-fille de Jules Charles-Roux (1841-1918), ainsi que la sœur de l'abbé Jean-Marie Charles-Roux (1914-2014) et de Cyprienne Charles-Roux (1917-2010), devenue par son mariage princesse del Drago. Elle est également une descendante du député Louis Honoré Arnavon (1786-1841). Elle est l'épouse de l'homme politique Gaston Defferre, de 1973 à la mort de celui-ci en 1986.

### Une femme dans la guerre
Edmonde Charles-Roux est, au cours de la Seconde Guerre mondiale, infirmière ambulancière volontaire, tout d'abord dans une unité de la Légion étrangère, le 11e régiment étranger d’infanterie. En 1940, pendant l’invasion de la France, elle est blessée à Verdun en portant secours à un légionnaire. Ensuite, elle intègre la Résistance, toujours comme infirmière.
Après le débarquement de Provence d’août 1944, elle entre au cabinet du général de Lattre et suit la première armée en Alsace. Elle est ensuite rattachée à la 5e division blindée où elle exerce encore comme infirmière, mais aussi comme assistante sociale divisionnaire. Elle a sous sa tutelle le 1er régiment étranger de cavalerie (le 1er REC) et le régiment de marche de la Légion étrangère (RMLE).
Décorée de la croix de guerre, avec plusieurs citations, elle est faite chevalier de la Légion d'honneur en 1945 et reçoit la distinction de « vivandière d'honneur » du RMLE des mains du colonel Gaultier, chef de corps.
Edmonde Charles-Roux honore ensuite la Légion étrangère de son implication auprès des légionnaires les plus démunis durant plus de soixante ans et reçoit, en 2007, la distinction et le grade de caporal d'honneur de la Légion étrangère.

### Journaliste
Après avoir retrouvé la vie civile, Edmonde Charles-Roux entre en 1946 à la rédaction d'un journal en voie de création, l'hebdomadaire féminin Elle. Elle y passe deux ans.
À partir de 1948, elle travaille à l'édition française du magazine Vogue en tant que courriériste. Elle rencontre le « Tout-Paris », les artistes, et prend le rôle d'agent d'André Derain, qui, vieillard amoureux, la peint. En 1954, elle est promue rédactrice en chef. Sa direction marque une profonde rupture dans le contenu et la mise en page du magazine.
La lecture de Vogue démocratise le luxe tout en donnant l'accès aux artistes les plus novateurs de l'époque, qu'il s'agisse d'écrivains comme François-Régis Bastide, Violette Leduc ou François Nourissier, ou de photographes comme Guy Bourdin, Henry Clarke, Irving Penn ou William Klein, ou encore des créateurs Christian Dior, Yves Saint Laurent et Emanuel Ungaro. En alliant prêt-à-porter et Pop Art, Edmonde Charles-Roux ne traite la mode qu'en la mettant en relation étroite avec toute autre forme de création. Elle quitte l'édition française de Vogue en 1966 dans un souffle de scandale, après avoir voulu imposer une femme de couleur en couverture du magazine.

### Femme de lettres
Trois mois plus tard, toujours en 1966, Edmonde Charles-Roux signe Oublier Palerme et se voit décerner le prix Goncourt. Ce roman est adapté au cinéma, en 1989, par Francesco Rosi sous le même titre en français, Oublier Palerme (en italien, Dimenticare Palermo).
Elle rencontre la même année le maire de Marseille Gaston Defferre, et l'épouse en 1973.
Elle a auparavant plusieurs liaisons, avec André Derain (qui peint plusieurs portraits d'elle, dont, vers 1950, le Portrait de femme au collier de perles), François-Régis Bastide, Alejo Vidal-Quadras, Maurice Druon, Orson Welles, Mohamed Oufkir et, selon ses dires, avec Mouammar Kadhafi.
Edmonde Charles-Roux connaît par la suite une carrière littéraire marquée notamment par Elle Adrienne, roman paru en 1971, L'Irrégulière, sur Coco Chanel, paru en 1974, et la biographie d'Isabelle Eberhardt en deux tomes, Un désir d'Orient et Nomade j'étais, parus en 1988 et 1995 respectivement.
Edmonde Charles-Roux est aussi connue pour la publication de ses récits-photo sur la vie de Gaston Defferre (L'Homme de Marseille en 2001), ou de celle de Coco Chanel (Temps Chanel en 2004).
Enfin, elle signe les livrets de plusieurs ballets de Roland Petit parmi lesquels Le Guépard et Nana.
Membre de l'académie Goncourt de 1983 à 2016, elle en devient la présidente de 2002 à 2014 (le prix 2013 est le dernier attribué sous sa présidence). Elle reste membre de l'académie et cède la présidence au journaliste Bernard Pivot. Au nom du pluralisme de la presse, elle préside jusqu'en 2011 la société des Amis de L'Humanité.
En 2008, elle fait partie de la commission présidée par Hugues Gall et chargée par Christine Albanel, ministre de la Culture, de pourvoir le poste de directeur de la villa Médicis à Rome.
En avril 2010, elle reçoit du président de la République Nicolas Sarkozy la décoration de Commandeur de la Légion d'honneur. Elle est élevée à la dignité de grand officier en juillet 2013.
Elle a été présidente de l'« association pour le soutien de la Maison Elsa Triolet-Aragon » sise au Moulin de Villeneuve à Saint-Arnoult-en-Yvelines.

### Mort
Edmonde Charles-Roux meurt le 20 janvier 2016 à Marseille à l'âge de 95 ans. Ses obsèques sont célébrées trois jours plus tard en la cathédrale Sainte-Marie-Majeure de Marseille par Mgr Jean-Marc Aveline. Elle est ensuite inhumée au cimetière Saint-Pierre aux côtés de Gaston Defferre.
Depuis le 26 juin 2021, la promotion 2019-2022 de École du personnel paramédical des armées porte son nom.

## Œuvre

### Romans
- Oublier Palerme, Grasset, 1966 – prix Goncourt
- Elle, Adrienne, Grasset, 1971
- Stèle pour un bâtard, Grasset, 1980
- Une enfance sicilienne, Grasset, 1981

### Biographies
- L'Irrégulière ou mon itinéraire Chanel, Grasset, 1974
- Un désir d'Orient, biographie d'Isabelle Eberhardt, vol. I, Grasset, 1989
- Nomade j'étais, biographie d'Isabelle Eberhardt, vol. II, Grasset, 1995
- Isabelle du désert, volume combinant « Un désir d'Orient » et « Nomade j'étais », Grasset, 2003

### Albums photographiques
- Le Temps Chanel, La Martinière / Grasset, 1979
- L'Homme de Marseille, Grasset, 2003

## Distinctions

### Décorations
- Grand officier de la Légion d'honneur (2013)
- Croix de guerre 1939–1945 (plusieurs citations)

### Prix
- Prix Goncourt (1966)
- Grand prix littéraire de Provence (1977)